# Lysabild Sogn
Lysabild Sogn er et sogn i Sønderborg Provsti (Haderslev Stift).
Lysabild Sogn hørte til Als Sønder Herred i Sønderborg Amt. Lysabild sognekommune blev ved kommunalreformen i 1970 indlemmet i Sydals Kommune, der ved strukturreformen i 2007 indgik i Sønderborg Kommune.
I Lysabild Sogn ligger Lysabild Kirke.
I sognet findes følgende autoriserede stednavne:
- Birke (areal)
- Drejby (bebyggelse)
- Fjelby (bebyggelse)
- Fjelby Mark (bebyggelse)
- Gammel Pøl (bebyggelse)
- Humbæk (vandareal)
- Kobbertoft (bebyggelse)
- Lille Mommark (bebyggelse)
- Lysabild (bebyggelse, ejerlav)
- Lysabildmark (bebyggelse)
- Lysabildskov (bebyggelse)
- Mommark (bebyggelse, ejerlav)
- Ny Pøl (bebyggelse)
- Pommersgårde (bebyggelse)
- Pøl (areal, bebyggelse)
- Sarup (bebyggelse, ejerlav)
- Sarupskov (bebyggelse)
- Skovby (bebyggelse, ejerlav)
- Skovby Mark (bebyggelse)
- Skovbyballe (bebyggelse)
- Skovmose (bebyggelse)
- Søen (areal)
- Vibøge (bebyggelse, ejerlav)
- Vibøge Toft (bebyggelse)

## Afstemningsresultat
Folkeafstemningen ved Genforeningen i 1920 gav i Lysabild Sogn 869 stemmer for Danmark, 97 for Tyskland. Af vælgerne var 67 tilrejst fra Danmark, 38 fra Tyskland. 